# Barnes Wallis

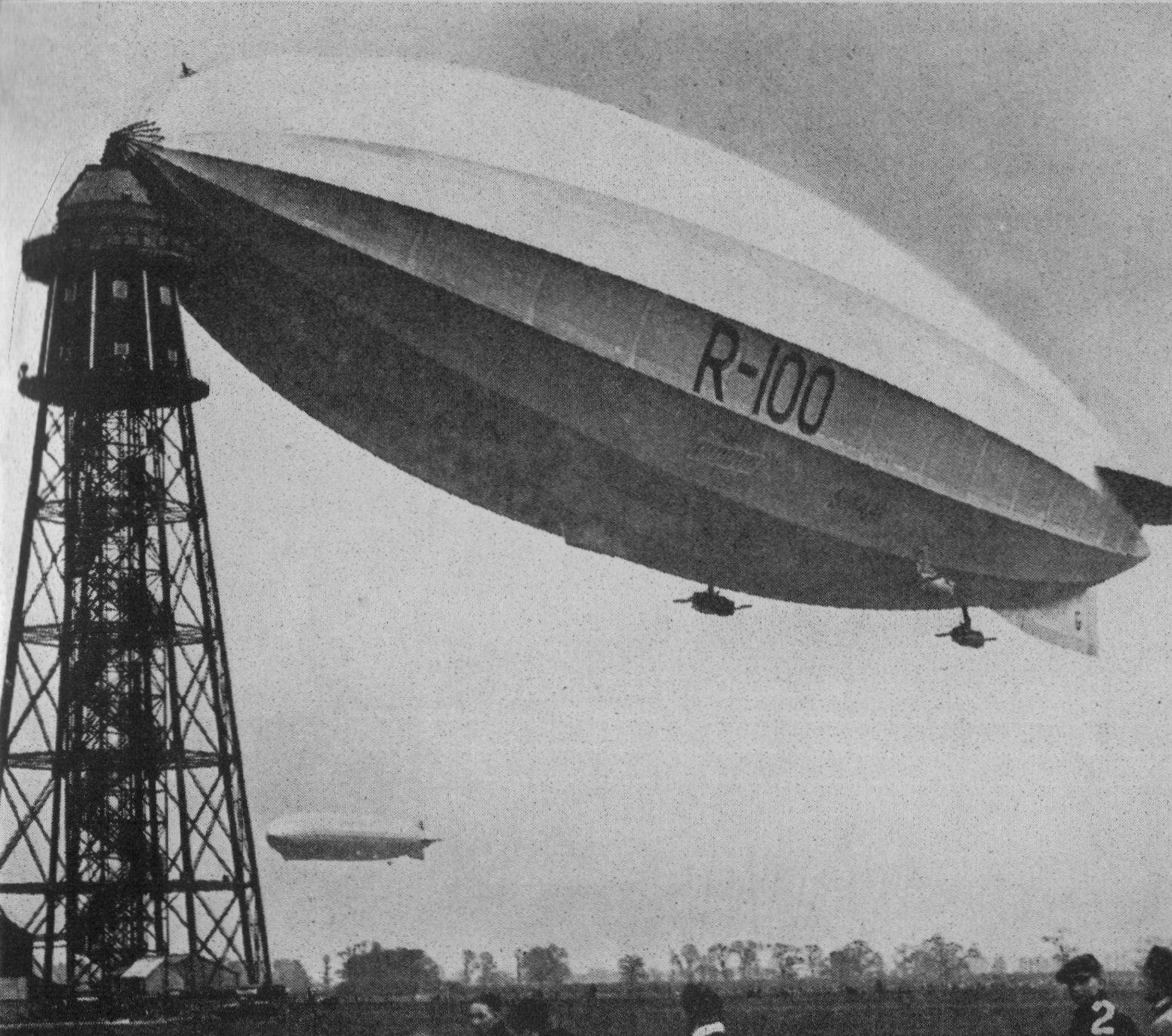
R100 zacumowany do masztu cumowniczego

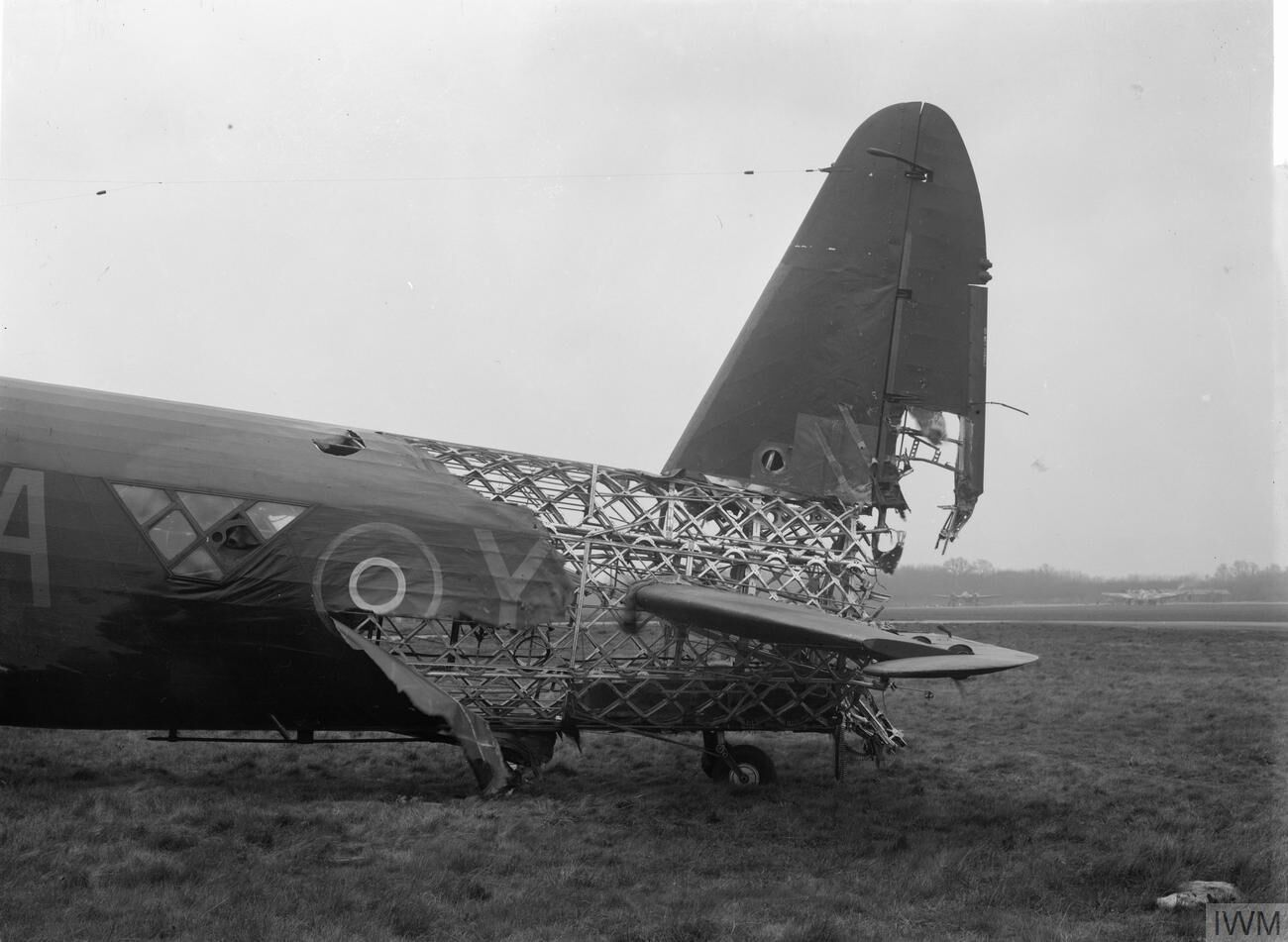
Vickers Wellington uszkodzony ogniem przeciwlotniczym. Widoczna konstrukcja geodetyczna po odarciu z pokrywającego kadłub płótna

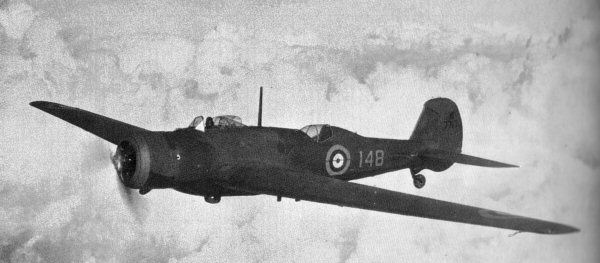
Vickers Wellesley

Barnes Wallis (ur. 26 września 1887 w Ripley, Derbyshire, zm. 30 października 1979 w Effingham, Surrey) – brytyjski naukowiec, wynalazca, inżynier lotnictwa. Znany głównie jako konstruktor bomb skaczących.

## Życiorys
Barnes Wallis urodził się w rodzinie lekarza. Z powodu kłopotów finansowych rodziny nie mógł uczęszczać do znanej szkoły prywatnej, ale uczył się w Christ's Hospital – prywatnej bezpłatnej szkole dla chłopców. Po ukończeniu szkoły w 1905 rozpoczął pracę w stoczni. Pracował razem z H. B. Prattem. W 1913 Pratt powrócił do firmy Vickers budującej sterowce i zaproponował Wallisowi pracę na stanowisku swego asystenta. 
Na początku I wojny światowej Wallis i Pratt wstąpili do Armii Brytyjskiej. W 1915 rząd brytyjski postanowił budować flotę sterowców. Pratt i Wallis zostali odwołani ze służby liniowej i awansowani ze stopni kaprali na podporuczników Royal Navy. Wallis opracował projekt nowego typu masztu do cumowania sterowców. Projektował też sterowiec R80 (oblot w 1920). W 1921, gdy rząd zarzucił rozwijanie sterowców, Wallis wziął dłuższy urlop aby uzupełnić wykształcenie. W 1922 uzyskał stopień inżynierski na Uniwersytecie Londyńskim (zaocznie). Rozważał podjęcie pracy jako nauczyciel, ale bogaty konstruktor-wynalazca Dennistoun Burney zaproponował mu pracę przy budowie sterowca dalekiego zasięgu. Wallis zgodził się, pod warunkiem, że będzie kierował pracami. 
Wynikiem jego pracy był sterowiec R100, który rozpoczął loty w 1930. Był to jednak koniec epoki sterowców (przypieczętowany katastrofą R101). Wallis został przeniesiony do pracy nad samolotami. Opracował konstrukcję bombowca Vickers Wellesley (oblatany w 1935). W czasie wojny kontynuował prace nad samolotami i uzbrojeniem. Najbardziej znanym jego osiągnięciem jest konstrukcja bomb skaczących, użytych w operacji Chastise – bombardowaniu zapór w Zagłębiu Ruhry 16/17 maja 1943.
Jako przeciwnik nalotów dywanowych pracował nad bombami wybuchającymi głęboko pod ziemią. Miały one burzyć umocnienia, lecz straty wśród ludności miały być ograniczone, ze względu na brak fali uderzeniowej. 
Po wojnie Wallis dalej prowadził prace i badania nad konstrukcjami lotniczymi. 

## Ważniejsze prace i projekty

### Konstrukcja geodetyczna
W latach 30 Wallis opracował konstrukcję geodetyczną, która okazała się lepszą niż konstrukcja z wręgów i wzdłużników. Wcześniej stosowana w sztywnokadłubowych sterowcach, była nowatorstwem w samolotach. Zastosowana w Vickers Wellesley i Vickers Wellington wykazała swe zalety (wytrzymałość przy małej masie)

### Vickers Wellesley
Rząd brytyjski zamówił w zakładach Vickers średni bombowiec. W specyfikacji zaznaczono, że ma być to konstrukcja dwupłatowa. Wallis był przekonany, że lepsza będzie konstrukcja jednopłata. Opracowano dwie konstrukcje, przy czym jednopłat był finansowany ze środków własnych firmy. W 1935 próby dowiodły, że jednopłat jest lepszy i Vickers Wellesley (jednosilnikowy dolnopłat z chowanym podwoziem) wszedł do produkcji.

### Vickers Wellington
Dwusilnikowy samolot bombowy, do 1943 roku stanowił trzon brytyjskich samolotów bombowych, dokonujących bombardowań III Rzeszy. Samolot znany i ceniony z wyjątkowej odporności konstrukcji na uszkodzenia ogniem przeciwlotniczym nieprzyjaciela. 

### Ciężkie bomby i ich nosiciele
Jako alternatywę dla nalotów dywanowych proponował użycie bardzo ciężkich bomb, zrzucanych z wysokości 7–12 km. Bomby te miały wbijać się głęboko w grunt i niszczyć infrastrukturę i umocnienia jak trzęsienie ziemi. Nieobecność fali uderzeniowej i ognia miały ograniczać straty ludności cywilnej. Ówcześnie brak było samolotów, mogących wynieść bomby o wadze 5–10 ton na tak dużą wysokość. 
Skonstruowano jednak bomby Tallboy i Grand Slam. Do ich przenoszenia używano specjalnie modyfikowanych samolotów Avro Lancaster, lecz zrzuty następowały z mniejszej wysokości. 

### Samoloty naddźwiękowe
Jak wielu innych konstruktorów lotniczych, pracował nad konstrukcją superszybkiego samolotu już przed II wojną. Po wojnie opracował założenia samolotu Wild goose („dzika gęś”; nazwany tak ze względu na sylwetkę przypominająca gęś w locie). W konstrukcji zrezygnował z klasycznych powierzchni sterowych, zaś skrzydła mogły się obracać wokół osi pionowej (Skrzydło o zmiennej geometrii). Przez odpowiednie ich ustawianie miało się otrzymywać siły sterujące. Próby ze zdalnie sterowanym modelem prowadzono w latach 1949–1952. Projekt zakończono z niejasnych przyczyn.
W latach 1954–1957 prowadzono próby z innym modelem Swallow („jaskółka”). Długi na 2,4 metra, napędzany silnikiem rakietowym model osiągał prędkość 2,5 Macha. Projekt zakończono na skutek cięć budżetowych.
Później pracował nad koncepcjami samolotów różnej wielkości (od jednoosobowych zwiadowczych do 100 osobowych pasażerskich) mogących osiągnąć prędkość 4–5 Macha. Projekty nie weszły w fazę realizacji.

### Komora stratosferyczna
Do badań samolotów przeznaczonych do lotów na dużych wysokościach zaprojektował specjalną komorę. Zbudowana w 1945 była na tyle duża, że mogła pomieścić duże fragmenty samolotu. Umożliwiała badanie mechanizmów i urządzeń w warunkach ciśnienia zmienianego od normalnego do prawie próżni w dużym zakresie temperatur (ogrzewana i chłodzona). 
Komora do dzisiaj istnieje jako część Brooklands Museum.

### Inne
Wallis pracował również nad konstrukcją nowego typu okrętów podwodnych, gdzie wytrzymałość uzyskiwałoby się przez zastosowanie kilku równoległych kadłubów.
Projektował mosty wykorzystujące konstrukcje geodetyczne.
Opracował system zrzutu bomb jądrowych, redukujący niebezpieczeństwo dla zrzucającego samolotu. 
Te prace nie doczekały się realizacji.

## Nagrody i odznaczenia

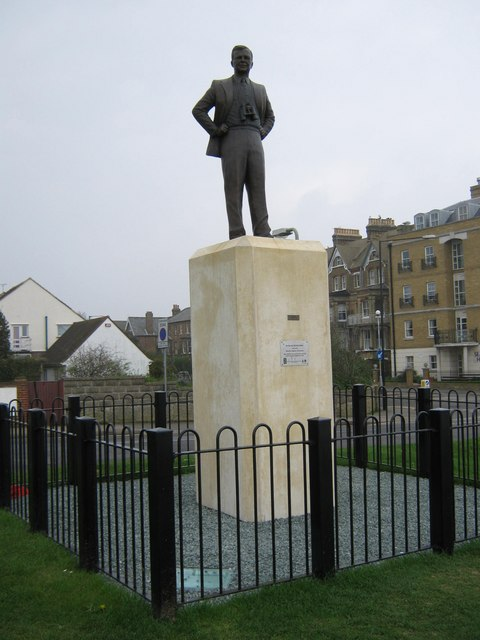
Pomnik Wallisa w Herne Bay

Był członkiem Royal Society od 1954.
Uhonorowany rycerstwem w 1968.
Odznaczony Orderem Imperium Brytyjskiego (za prace nad konstrukcją geodetyczną w samolotach).
Za skonstruowanie skaczącej bomby otrzymał 10 000 funtów. Pieniądze te przeznaczył na dofinansowanie Christ's Hospital.